# 漢朝大將軍列表
據《漢書·百官公卿表》、《後漢書》諸《帝紀》作此表，在位年數不足一年者，按一年計算。

## 漢朝大將軍列表
就任時兼有外戚身分的大將軍皆用粗體標記。

### 西漢
| 序次                       | 爵位       | 姓名 | 在位年數 | 在位時間         | 皇帝                        |
| 西漢大將軍（前206年－9年） |            |      |          |                  |                             |
| 1                          | 齊王       | 韓信 | 4年      | 前206年－前202年 | 漢王劉邦                    |
| 2                          | 潁陰懿侯   | 灌嬰 | 1年      | 前180年          | 高后（稱制） 漢文帝         |
| 3                          | 魏其侯     | 竇嬰 | 1年      | 前154年          | 漢景帝                      |
| 4                          | 長平烈侯   | 衛青 | 18年     | 前124年－前106年 | 漢武帝                      |
| 5                          | 博陸宣成侯 | 霍光 | 19年     | 前87年－前68年   | 漢武帝 漢昭帝 昌邑王 漢宣帝 |
| 6                          | 陽平敬成侯 | 王鳳 | 11年     | 前33年－前22年   | 漢元帝 漢成帝               |
| 7                          | 成都景成侯 | 王商 | 1年      | 前12年           | 漢成帝                      |

### 東漢
| 序次                      | 爵位     | 姓名   | 在位年數 | 在位時間     | 皇帝                        |
| 東漢大將軍（25年－220年） |          |        |          |              |                             |
| 1                         | 舞陽忠侯 | 吳漢   | 1年      | 25年         | 漢光武帝                    |
| 2                         | 好畤愍侯 | 耿弇   | 1年      | 25年         | 漢光武帝                    |
| 3                         | 樂鄉侯   | 杜茂   | 2年      | 25年－27年   | 漢光武帝                    |
| 4                         | 冠軍侯   | 竇憲   | 3年      | 89年－92年   | 漢和帝                      |
| 5                         | 上蔡侯   | 鄧騭   | 2年      | 108年－110年 | 漢安帝                      |
| 6                         | 牟平侯   | 耿寶   | 1年      | 124年－125年 | 漢安帝 北鄉侯               |
| 7                         | 乘氏忠侯 | 梁商   | 6年      | 135年－141年 | 漢順帝                      |
| 8                         | 襄邑侯   | 梁冀   | 18年     | 141年－159年 | 漢順帝 漢沖帝 漢質帝 漢桓帝 |
| 9                         | 聞喜侯   | 竇武   | 1年      | 168年        | 漢桓帝 漢靈帝               |
| 10                        | 慎侯     | 何進   | 5年      | 184年－189年 | 漢靈帝 漢少帝               |
| 11                        | 無       | 韓暹   | 1年      | 196年        | 漢獻帝                      |
| 12                        | 武平侯   | 曹操   | 1年      | 196年－197年 | 漢獻帝                      |
| 13                        | 鄴侯     | 袁紹   | 5年      | 197年－202年 | 漢獻帝                      |
| 14                        | 高安忠侯 | 夏侯惇 | 1年      | 220年        | 漢獻帝                      |

## 史料記載
《後漢書·百官志一》：「將軍，不常置。初，武帝以衞青數征伐有功，以爲大將軍，欲尊寵之。以古尊官唯有三公，皆將軍。始自秦、晉，以爲卿號。故置大司馬官號以冠之。其後霍光、王鳳等皆然。成帝綏和元年，賜大司馬印綬，罷將軍官。世祖中興，吳漢以大將軍爲大司馬，景丹爲驃騎大將軍，位在公下，及前、後、左、右雜號將軍衆多，皆主征伐，事訖皆罷。明帝初即位，以弟東平王蒼有賢才，以爲驃騎將軍；以王故，位在公上，數年後罷。章帝即位，西羌反，故以舅馬防行車騎將軍征之，還後罷。和帝即位，以舅竇憲爲車騎將軍，征匈奴，位在公下；還復有功，遷大將軍，位在公上；復征西羌，還免官，罷。安帝即位，西羌寇亂，復以舅鄧隲爲車騎將軍征之，還遷大將軍，位如憲，數年復罷。自安帝政治衰缺，始以嫡舅耿寶爲大將軍，常在京都。順帝即位，又以皇后父、兄、弟相繼爲大將軍，如三公焉。」
《漢書·韓彭英盧吳傳》載：「（漢元年四月）至南鄭，諸將道亡者數十人。信度何等已數言上，不我用，即亡。何聞信亡，不及以聞，自追之。人有言上曰：「丞相何亡。」上怒，如失左右手。居一二日，何來謁。上且怒且喜，罵何曰：「若亡，何也？」何曰：「臣非敢亡，追亡者耳。」上曰：「所追者誰也？」曰：「韓信。」上復罵曰：「諸將亡者已數十，公無所追；追信，詐也。」何曰：「諸將易得，至如信，國士無雙。王必欲長王漢中，無所事信；必欲爭天下，非信無可與計事者。顧王策安決。」王曰：「吾亦欲東耳，安能鬱鬱久居此乎？」何曰：「王計必東，能用信，信即留；不能用信，信終亡耳。」王曰：「吾為公以為將。」何曰：「雖為將，信不留。」王曰：「以為大將。」何曰：「幸甚。」於是王欲召信拜之。何曰：「王素嫚無禮，今拜大將如召小兒，此乃信所以去也。必欲拜之，擇日齋戒，設壇場具禮，乃可。」王許之。諸將皆喜，人人各自以為得大將。至拜，乃韓信也，一軍皆驚。」
《後漢書·光武帝紀上》載：「（建武元年秋七月）壬午，以大將軍吳漢為大司馬，偏將軍景丹為驃騎大將軍，大將軍耿弇為建威大將軍，偏將軍蓋延為虎牙大將軍，偏將軍朱祐為建義大將軍，中堅將軍杜茂為大將軍。」